# Mecranium
Mecranium es un género  de plantas fanerógamas pertenecientes a la familia Melastomataceae. Comprende 27 especies descritas y de estas, solo 12 aceptadas.

## Taxonomía
El género fue descrito por Joseph Dalton Hooker y publicado en Genera Plantarum 1: 734, 767. 1867.

## Especies aceptadas
A continuación se brinda un listado de las especies del género Mecranium aceptadas hasta febrero de 2013, ordenadas alfabéticamente. Para cada una se indica el nombre binomial seguido del autor, abreviado según las convenciones y usos:
- Mecranium acuminatum (DC.) Skean
- Mecranium amygdalinum (Desr.) C. Wright
- Mecranium axillare (Macfadyen) Skean
- Mecranium birimosum (Naudin) Triana
- Mecranium crassinerve (Urb.) Skean
- Mecranium haitiense Urb.
- Mecranium integrifolium (Naudin) Triana
- Mecranium latifolium (Cogn.) Skean
- Mecranium multiflorum (Desr.) Triana
- Mecranium purpurascens (DC.) Triana
- Mecranium racemosum (Griseb.) C. Wright
- Mecranium virgatum (Sw.) Triana